# Малыгины
Малыгины (Молыгины) — древний русский дворянский род.
Определением Ярославского дворянского собрания, род внесён в VI часть родословной книги.

## История рода
Летописные сообщения о набегах ушуйников пишут, что произошел набег на Мурман (1320) и руководителями были Лука и Игнат Малыгины.  Опричником Ивана Грозного числился Пятой Архипович Малыгин (1573). По делу об убийстве царевича Дмитрия Ивановича в Угличе был допрошен углический рассыльщик Малыгин Василий (1591).
Дворянский род происходит от Шарапа Малыгина, жившего в середине XVI века, и потомка его в VIII-м колене Степана Константиновича Малыгина, жалованного грамотою на поместья (1673).

## Описание гербов

#### Герб. Часть VI. № 103.
В голубом поле крестообразно положены две серебряных шпаги острием вверх и над ними золотая шестиугольная звезда (изм. польский герб Пелец).
На щите дворянский коронованный шлем с шейным клейнодом. Нашлемник: три страусовых пера. Намёт на щите голубой, подложенный золотом. Щитодержатели: два льва.

#### Герб. Часть IX. № 13.
Герб гренадёра лейб-компанца Михаила Ивановича Малыгина пожалованного 25.11.1751 года: щит разделён вертикально на две части, из коих в правой части, в чёрном поле, золотое стропило с наложенными на нём тремя горящими гранатами натурального цвета, между тремя серебряными звёздами, а в левой части, в красном поле, в середине, серебряный сошник между трёх золотых (два вверху, один внизу) перевязанных чёрным, хлебных снопов. Над щитом несколько открытый к правой стороне обращённый, стальной дворянский шлем, который украшает наложенная на него обыкновенная Лейб-компанская гренадёрская шапка с красными и белыми страусовыми перьями и с двумя по обеим сторонам распростёртыми орлиными крыльями чёрного цвета, на которых повторены три серебряные звезды. Намёт: красного и чёрного цветов, подложенный справа серебром, слева золотом. Девиз << За верность и ревность>>.

## Известные представители
- Малыгин Иван — подьячий, воевода в Белозере (1602).
- Мылыгин Иван — воевода в Василе (1626).
- Малыгин Кирилл — воевода в Сапожке (1630—1631).
- Малыгин Петр — дьяк (1658), воевода в Полоцке (1654—1657).
- Малыгин Федор Игнатьевич — воевода в Каргополе (1656)[4].
- Малыгин Федор Матвеевич — стольник (1676).
- Малыгин Алексей Фомич — стряпчий (1672—1676), стольник (1680).
- Малыгин Гаврила Гаврилович — стольник царицы Евдокии Федоровны (1692), стольник (1696).
- Малыгин Иван Васильевич — стольник (1690).
- Малыгин Степан Гаврилович — стольник царицы Евдокии Фёдоровны (1692).
- Малыгины: Фёдор Михайлович, Иван Иванович, Григорий Степанович, Пётр и Андрей Алексеевичи — стряпчие (1692—1693).
- Малыгины: Борис Степанович, Гаврила Алексеевич, Григорий Петрович, Иван Григорьевич, Иван Михайлович, Иван Семенович, Кузьма Иванович, Петр Фомич, Федор Прохорович — московские дворяне (1636—1690)[5].
- Малыгин Евгений Дмитриевич - ученый в области автоматизации (2002).